# Chthonius spelaeophilus
Chthonius spelaeophilus är en spindeldjursart som beskrevs av Hadzi 1930. Chthonius spelaeophilus ingår i släktet Chthonius och familjen käkklokrypare.

## Underarter
Arten delas in i följande underarter:
- C. s. histricus
- C. s. spelaeophilus